# Dasypeltis scabra
La serpiente comedora de huevos común o rómbica (Dasypeltis scabra) es una especie de serpientes de la familia Colubridae; pertenece a un grupo de serpientes que deben su nombre a su dieta natural, pues se alimentan exclusivamente de huevos de pájaros.
La coloración normal de las serpientes comedoras de huevos comunes es grisácea a marrón con marcas rómbicas más oscuras (cuadrados) o manchas o galones (con forma de v) debajo de la parte posterior. Unas variación marrón, aparentemente llamada comedora de huevos común, se encuentra más comúnmente es las partes meridionales de la Provincia del Estado Libre de Sudáfrica. Estas serpientes son un poco más pequeñas que las comedoras de huevos comunes.

## Características
Las serpientes comedoras de huevos comunes tienen cuerpos delgados con escamas pesadas y que, en vez de ser lisas, tienen un canto abajo del centro que puede o no extenderse a la extremidad de la escama, haciéndolas ásperas al tacto. Cuando se agitan, enrollan y desenrollan, permitiendo que las escamas laterales se froten entre sí, producen un silbido o sonido de raspadura. La línea de la boca es muy oscura y los dientes son reducidos o están totalmente ausentes (aunque la subfamilia Dasypeltinae compone los colúbridos de dientes sólidos). 
Las serpientes comedoras de huevos comunes se diferencian de las serpientes rómbicas nocturnas (Causus rhombeatus) por tener una marca en forma de v detrás de la cabeza en vez de tenerla sobre la misma, por no tener ningún diente y por una línea oscura a negra en el interior de la boca. El cuerpo, además, es más delgado y con escamas más ásperas que las de las serpientes nocturnas.

## Distribución
África, excepto las zonas realmente desérticas y áreas selváticas densas, y la península arábiga.

## Dieta
Huevos de diverso tamaño. Las crías de comedoras de huevos podrían comer también huevos de geckos o de hormigas. 
Hábito: Las serpientes comedoras de huevos primero "probarán" el olor del huevo para asegurarse que no está podrido antes de comerlo. Sin embargo, cometen errores también. Parece que estas serpientes pueden notar la diferencia entre huevos no fertilizados y huevos con embrión. Generalmente no consumen los huevos en desarrollo. Una serpiente comenzará el régimen de alimentación embalando o enrollándose alrededor de un huevo para refrendarlo, después de lo cual comenzará facilitando su boca sobre el extremo más duro del huevo, estos son engullidos enteros en virtud de sus mandíbulas enormemente elásticas. El huevo es bajado luego hacia un área con vértebras especializadas que tienen proyecciones óseas que aplastan la cáscara del huevo que se colapsa dentro de sí mismo, luego el contenido es tragado y la cáscara es regurgitada.

## Hábitat
Sabana arbolada seca de África austral (Thornveld) y praderas principalmente en grietas de rocas y montículos de termitas o virtualmente en cualquier otro sitio. Estas serpientes se encuentran comúnmente en áreas urbanas- y alrededor de casas urbanas y barracas, especialmente durante los meses más fríos de invierno.

## Carácter
Esta serpiente es especialmente tímida, y no conviene manipularla como una mascota, ya que podría dejar de comer.